# Тайны китов
«Тайны китов» — немецкий телефильм 2010 года.

## Сюжет
Кристофер Ламберт вновь играет, подобного Тому Ватанену, защитника природы и сильного духом человека в телевизионном фильме «Тайны китов». В этом фильме экологическая тематика имеет решающее значение и этим особенно привлекательна, как для зрителей, так и для актёров, играющих главные роли.

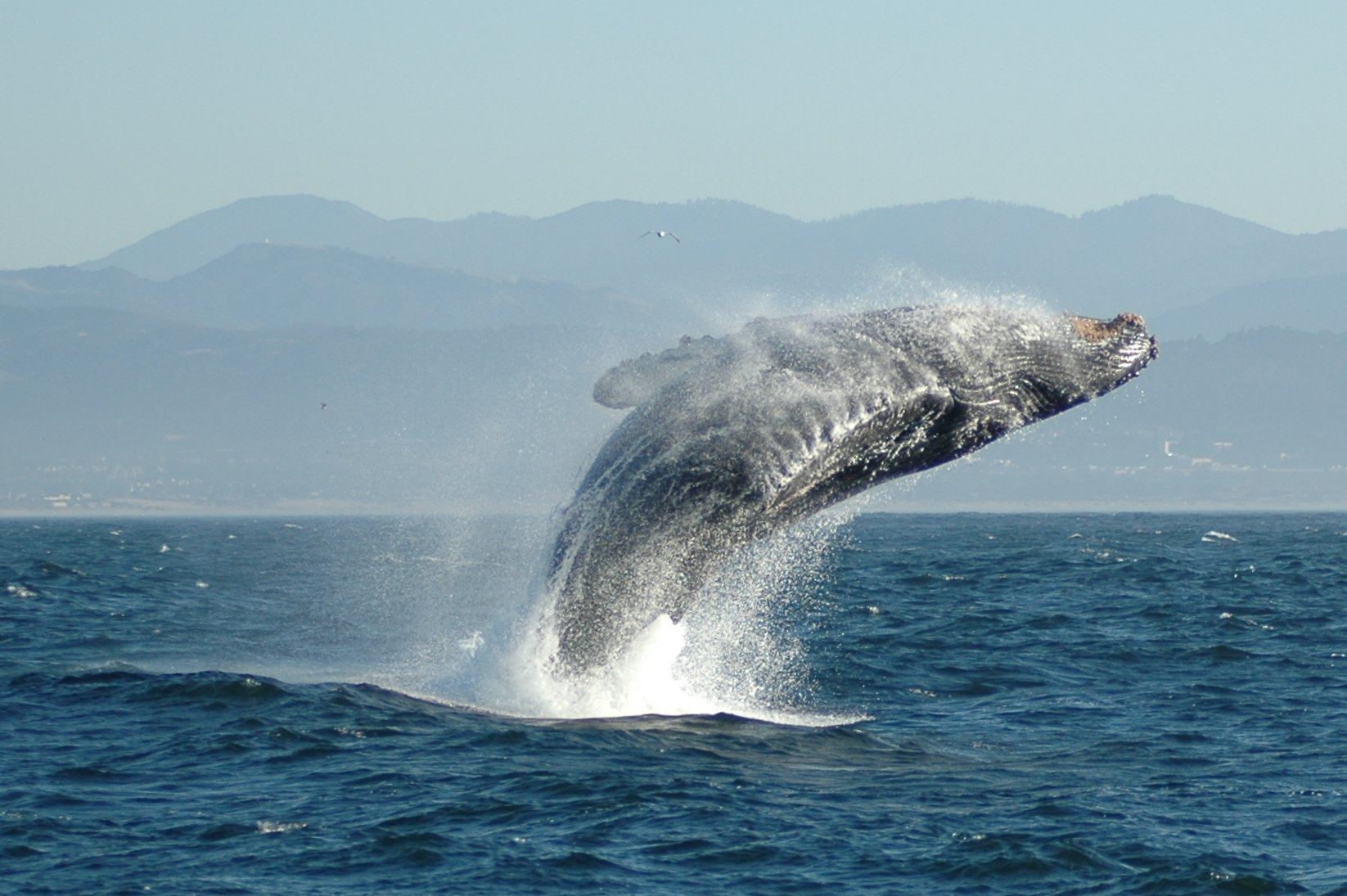

Морской биолог Джо Вальдман решил продемонстрировать общественности, что гидролокаторные станции ответственны в гибели выброшенных на берег китов. Будучи убеждённым в этом, он отправляется в район побережья Новой Зеландии, которая является естественной средой обитания китов, чтобы доказать свою точку зрения. В это же время энергетический концерн Gasonec отчаянно пытается начать бурение на шельфе этого же побережья. Когда учёный погибнет в результате взрыва, его дочь Анна попытается доказать, что это было убийство, и что Gasonec является заказчиком. В это же время молодая женщина знакомится с активистом-экологом Крисом Касселем, у которого свои счёты с концерном. Крис Кассель, ранее могущественный, богатый, бессовестный карьерист, перечеркнул своё прошлое и отрёкся от всяких материальных благ. Теперь он ведёт простую, уединённую жизнь, в которой, тем не менее, не жалея сил выступает в защиту природы. Так же яростно, как когда-то, в течение долгих лет, без оглядки нанося окружающей среде вред, он отстаивал на самом переднем фронте интересы концерна Gasonec, с такой же бескомпромиссностью, теперь он с ним борется. Ему ясно — то, что он раньше делал, было ошибкой, и только жажда наживы лежит, в большинстве случаев, в основе экологического разрушения и убийства китов. Сначала он осторожен по отношению к Анне, так как она — дочь ученого, которым Крис не доверяет. Только когда он узнаёт, что её отец поплатился за попытку доказать правду, его отношение к Анне изменяется. Он понимает, что она стоит на его стороне, к тому же, Анна — сильная, очень решительная женщина, которая не собирается сдаваться. Это восхищает в ней Криса. Им обоим грозит опасность со стороны концерна за попытку опубликовать правду, но нет лучшего борца, чем тот, который знает вопрос изнутри, а бывший сотрудник Gasonec Крис, несомненно, знает как бороться с таким соперником. Вдвоём с Анной они побеждают.
Фильм позволяет осознать красоту природы, её богатство, но прежде всего, её спокойствие, которое люди постоянно нарушают. Мы видим, что когда человек вредит природе, она наносит ответный удар жёстче, чем это может сделать любое человеческое оружие и осознаём, насколько мы малы по сравнению с природой.

## В ролях
- Кристофер Ламберт — Крис Кассель
- Вероника Феррес — Анна Вальдман
- Фриц Карл — Стивен Томсон
- Марио Адорф — Джо Вальдман
- Алисия фон Риттберг — Шарлотта Вальдман
- Джо Деккерс-Райхана — Пака
- Клеменс Шик — Эрик Кластер
- Элена Юлиг — Рена Капелли

## Саундтрек
Тайна китов / Das Geheimnis der Wale (Karim Sebastian Elias) — 2010 OST
- 01 — Prolog (03:49)
- 02 — Professor Waldmann (07:59)
- 03 — Airguns — Finale Teil 1 (05:37)
- 04 — Heimkommen (08:27)
- 05 — Walstrandung (07:12)
- 06 — Wale (09:12)
- 07 — Raffinerie — Wut Im Bauch (11:02)
- 08 — Wie Früher / Anna / Chris (04:40)
- 09 — Am Hafen (05:01)
- 10 — Wale In Der Bucht (09:01)
- 11 — Unerlaubte Exploration — Finale Teil 2 (07:45)
- 12 — Epilog — Wal Springt Aus Dem Wasser (01:40)

Продолжительность: 01:21:25

## Интересные факты
- В день премьерного показа на немецком телеканале ZDF фильм «Тайны китов» привлёк более 6,5 миллионов зрителей.
- Съёмки фильма проходили в ЮАР. Поэтому вместо побережья Новой Зеландии мы видим прибрежный район Кейптауна.[3]
- Подводные съёмки проводились без дублёров, так как Кристофер Ламберт — дайвер с двадцатипятилетним стажем.
- Экологическая тематика стала решающим фактором для участия в съемках Кристофера Ламберта, так как он многие годы сотрудничает с организациями по защите животных.[4]
- За научное консультирование отвечал морской биолог Карстен Бренсинг.[5]

## Даты премьер
- Германия — 3 января 2010
- Франция — 28 мая 2011